# Robert Benckert
Robert Herman Benckert, född 11 februari 1846 i Stockholm, död den 9 januari 1938, var en svensk ämbetsman.

## Biografi
Robert Benckert avlade kameralexamen i Uppsala 1864 och hovrättsexamen 1867, blev vice häradshövding 1872 och var sekreterare och ombudsman i Stockholms Enskilda Bank 1873–1888. Han var auditör vid flottan 1874–1888. Benckert var sekreterare i Stockholms handels- och sjöfartsnämnd 1875–1889 och sekreterare och ombudsman i Stockholms stads brandförsäkringskontor 1881–1906. Han blev bankinspektör och chef för bankbyrån i Finansdepartementet 1888 och kansliråd 1890. Benckert var chef för Bankinspektionen 1906–1913 samt direktionsledamot och ombudsman vid Stockholms hypotekskassa.
Robert Benckert deltog i flera olika kommittéer. Han var ledamot av kommittén angående jordbruksfastighetskredit 1889, banklagstiftningskommittén 1890, sparbankskommittén 1891, kommittén angående riksbanken sedelutgivningsrätt 1900 och kommittén angående solidariska bankbolag 1902. Han var ordförande i sparbankskommittén 1910 och i kommunallånekommittén 1912. Han utnämndes till riddare av Vasaorden 1888, riddare av Nordstjärneorden 1892, kommendör av andra klassen av Nordstjärneorden 1903 och av första klassen 1910.
Robert Benckert var bror med snickarmästaren Carl Herman Benckert Jr och far till arkitekten Elis Benckert och juristen Karl Benckert.